# Swing Lo Magellan
Swing Lo Magellan es el sexto álbum de estudio de la banda estadounidense de rock experimental Dirty Projectors, publicado el 10 de julio de 2012 por el sello Domino Records en Estados Unidos y el 9 de julio de 2012, internacionalmente.

## Grabación

### Portada
La portada del álbum presenta a Dave Longstreth y Amber Coffman hablando con uno de sus vecinos en el norte del estado de Nueva York, donde se grabó Swing Lo Magellan. La foto fue tomada por el hermano de Dave Longstreth.

### Producción
El álbum fue escrito, grabado, producido y mezclado por el líder de Dirty Projectors, Dave Longstreth, en el condado de Delaware, Nueva York. Las sesiones de grabación de Swing Lo Magellan duraron un año y dieron como resultado alrededor de 40 demos. El álbum no fue grabado con Angel Deradoorian, quien dejó la banda.
Longstreth quería que Swing Lo Magellan fuera una colección de canciones individuales en lugar de un álbum unido por un solo tema, a diferencia de los álbumes anteriores. Además, Longstreth buscó escribir canciones más personales.

### Estilo e influencias
Swing Lo Magellan ha sido descrito como más "basado en ritmos" y más accesible que los álbumes anteriores de Dirty Projectors. Para influencias específicas, los críticos y el mismo Longstreth han citado una variedad de influencias, que van desde actos de música popular como Nirvana, Lil Wayne, Michael Jackson, Neil Young, En Vogue y Blind Willie Johnson hasta compositores de música clásica como Arnold Schoenberg y György Ligeti.

## Lanzamiento
El primer sencillo de Swing Lo Magellan, "Gun Has No Trigger", fue lanzado el 30 de marzo de 2012 y fue seleccionado como "Mejor Canción Nueva" por Pitchfork Media el 2 de abril. El 8 de junio de 2012, se lanzó un video musical de "Gun Has No Trigger". El video musical fue influenciado visualmente por los comerciales de iPod de Apple Inc. y por las imágenes de perfil predeterminadas utilizadas en Facebook y Gmail. El 14 de junio de 2012, se lanzó en línea una segunda canción del álbum, "Dance for You". Swing Lo Magellan se transmitió en su totalidad el 2 de julio de 2012.
El 7 de septiembre de 2012 se estrenó una película con música de Swing Lo Magellan, titulada Hi Custodian. La película, que presenta a miembros de la banda que habitan una variedad de personajes en una narrativa surrealista sobre la muerte espiritual y el renacimiento, fue dirigida por Longstreth y fue influenciada por Runaway y Purple Rain.
El álbum alcanzó el puesto n.° 22 en el Billboard 200 y el n.° 2 en la lista Independent Albums.

## Lista de canciones
| N.º | Título                 | Duración |  |
| 1.  | «Offspring Are Blank»  | 4:01     |  |
| 2.  | «About to Die»         | 3:59     |  |
| 3.  | «Gun Has No Trigger»   | 3:24     |  |
| 4.  | «Swing Lo Magellan»    | 2:38     |  |
| 5.  | «Just from Chevron»    | 4:07     |  |
| 6.  | «Dance for You»        | 3:24     |  |
| 7.  | «Maybe That Was It»    | 3:57     |  |
| 8.  | «Impregnable Question» | 2:43     |  |
| 9.  | «See What She Seeing»  | 3:40     |  |
| 10. | «The Socialites»       | 3:49     |  |
| 11. | «Unto Caesar»          | 3:38     |  |
| 12. | «Irresponsible Tune»   | 2:47     |  |

## Posicionamiento en lista
| Listas (2012)                   | Posición |
| ------------------------------- | -------- |
| US Billboard 200                | 22       |
| US Billboard Independent Albums | 2        |
| US Billboard Alternative Albums | 4        |
| US Billboard Rock Albums        | 4        |